# Манн Лопер
Мань Лопер (нар. 1985) — естонська письменниця у жанрі наукової фантастки. За фахом вчителька історії. У наукову фантастику вона прийшла з повістю «Майстер і учень», яка перемогла в конкурсі науково-фантастичних оповідань, організованому Естонською асоціацією наукової фантастики та видавництвом «Fantaasia». Її оповідання володіють вільною мовою і мають захоплюючий сюжет.

## Творчість

### Романи

#### «Початок після кінця»
Твір, який у 2014 році посів третє місце на конкурсі молодих романів Центру дитячої літератури Естонії та видавництва Tänapäev, переносить нас у далеке майбутнє, де повсякденне життя Реї триває з одноманітністю, що руйнується, у межах гігантського космічного корабля. Так, поки дивний втікач на ім'я Фенрір не переверне його життя з ніг на голову. І не тільки його. У світі, де все здавалося регулярним і ясним, раптом ніщо більше не є регулярним і ясним. Рея та Фенрір зіткнулися з небезпечною подорожжю, щоб знайти правду про минуле та надію на майбутнє.

#### «Про кого створені пісні»
Фентезійний роман «Про кого створені пісні» був обраний серед переможців конкурсу романів Спілки письменників Естонії 2015 року. Вічна історія натякає на епічні приклади, у її фантастичних поворотах зустрічаються германська та давньоскандинавська міфології, філософія самураїв, кельтська магія та знайомі мотиви з різноманітних героїчних пісень.
Історії розвитку чотирьох головних героїв розгортаються на тлі потрясінь, які обрушилися на їхню країну. Хаос охоплює гірську острівну державу, коли старий імператор помирає, не призначивши спадкоємця престолу. Ситуація ускладнюється вторгненням із заокеанської войовничої імперії. Четверо головних героїв, четверо молодих людей, які володіють магічною силою, вирушають на пошуки секретної зброї проти ворога, який загрожує королівству.
Це приквел оповідання «Майстер і учень», виданого 2014 року.

### Оповідання
- «Майстер і учень» (2014) — опубліковано в антології «Зоряний вік 13: Майстер і учень»
- «На шляху до зірок» (2014) — опубліковано в інтернет-журналі Reaktor, у конкурсі оповідань на 300 слів.
- «Травнева пісня» (2015) — опубліковано в антології «Довгі тіні»
- «Похід на полювання» (2015) — опубліковано в інтернет-журналі Reaktor.
- «Питання чобіт» (2015) — історія, народжена в майстерні написання оповідань Estcon. Опубліковано в інтернет-журналі Reaktor.
- «Історія Кордо» (2015) — опубліковано в антології «Довгі тіні».
- «1905» (2016) — опубліковано в антології «Зоряний час 15: Брама часу».
- «Це місто дорого нам обійшлося» (2017) — опубліковано в антології «Естонія, якої не існувало».
- «Емігранти» (2018) — опубліковано в антології «Таємничий цар 5: Гра дронів».
- «Вдячний Олевіпоеґ» (2018) — опубліковано в антології «Ниюча щиколотка».

## Нагороди
- 2014 — переможець конкурсу фантастів Fantasia («Майстер і учень»)
- 2014 — третє місце на конкурсі оригінальних молодіжних романів, організованому Естонським центром дитячої літератури та видавництвом Tänapev («Початок після кінця»).
- 2015 — Вибраний твір конкурсу романів Спілки письменників Естонії («З кого створені пісні»)